# Podłoże hodowlane

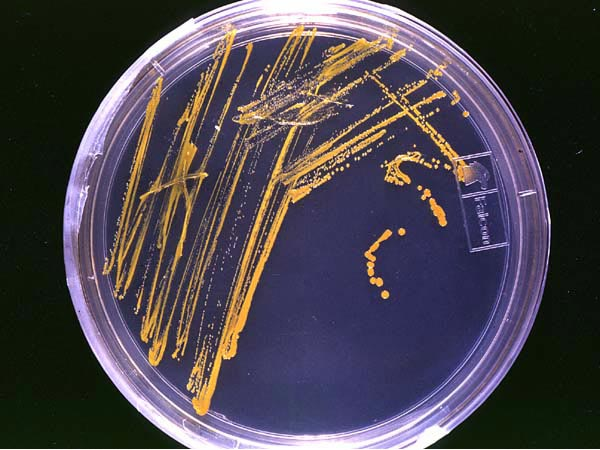
Pożywka agarowa z koloniami drobnoustrojów.

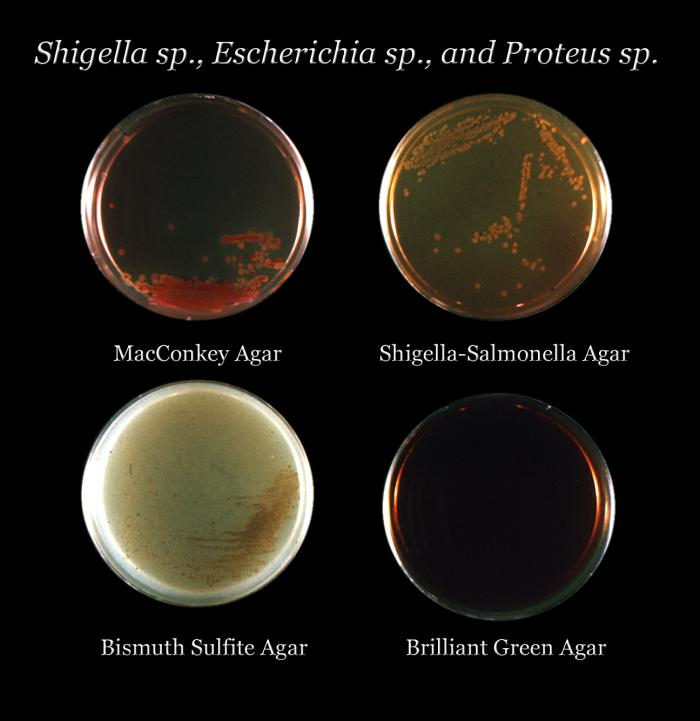
Cztery typy pożywek

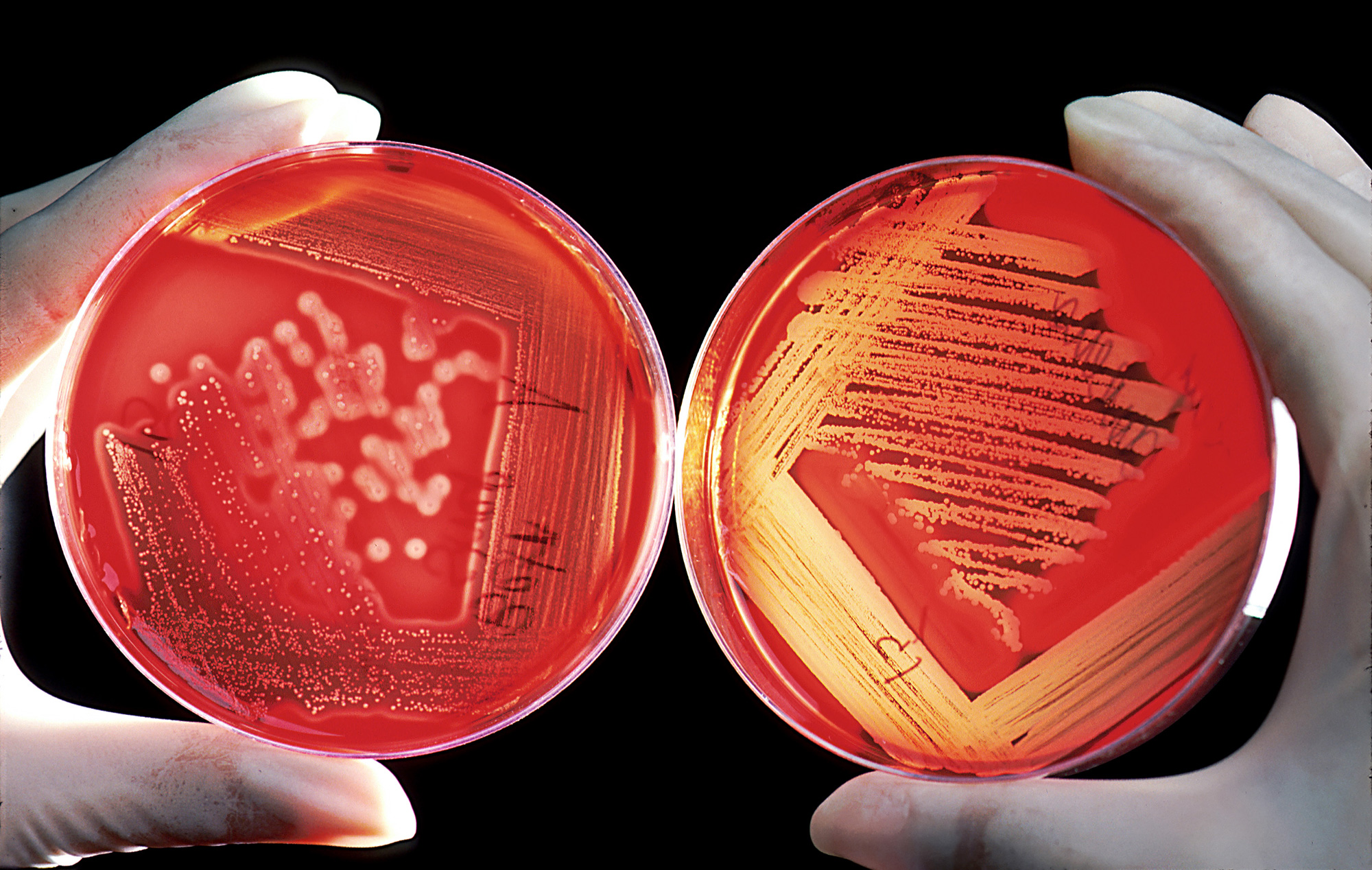
Różne typy hemolizy na agarze krwawym

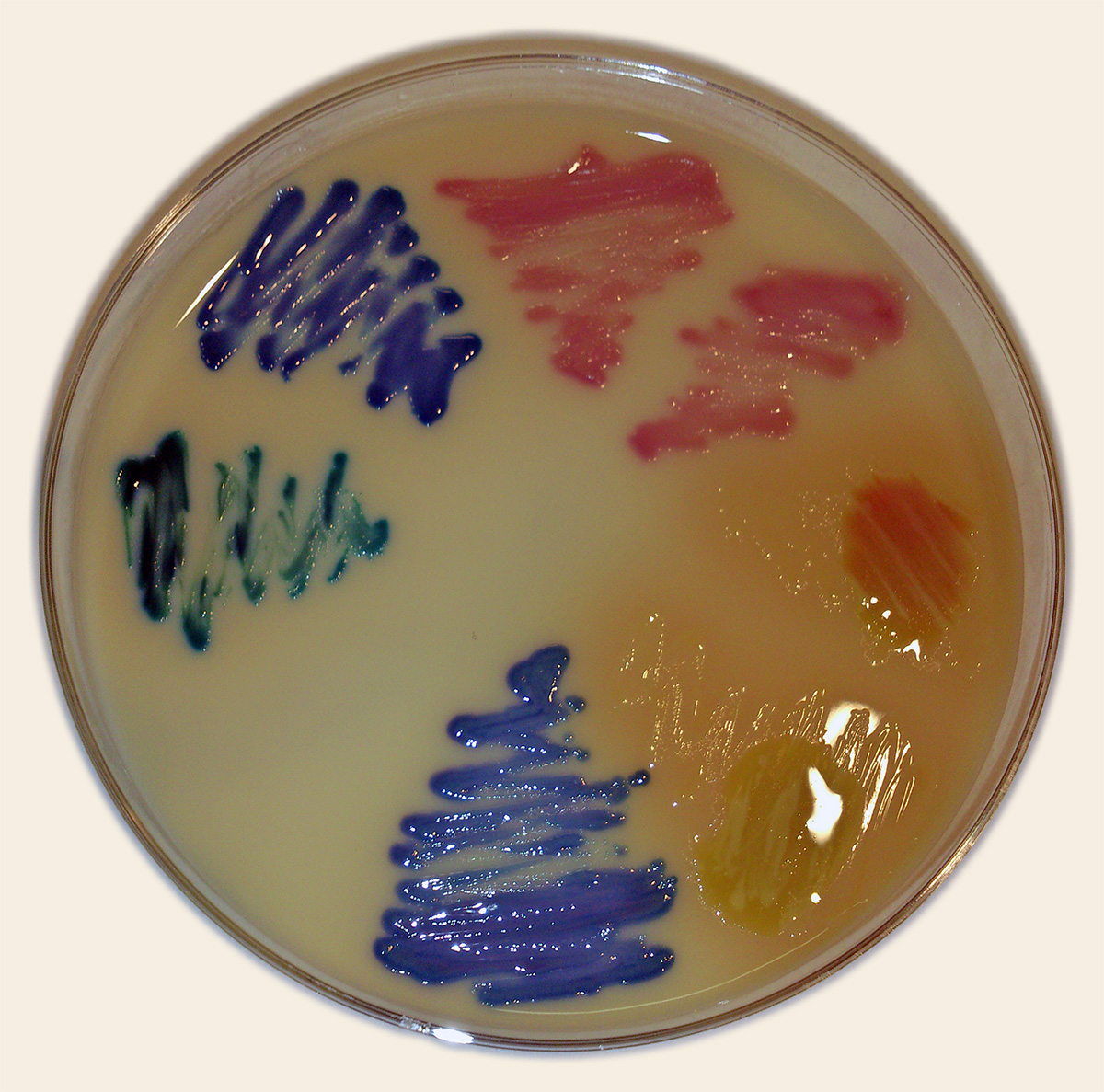
UTI Agar to chromogenne podłoże przeznaczone do identyfikacji patogenów często wywołujących zakażenia układu moczowego.

Podłoże hodowlane, pożywka hodowlana – mieszanina związków chemicznych umożliwiających hodowlę bakterii lub grzybów. Po raz pierwszy bulionu odżywczego użył w 1877 roku Ludwik Pasteur, a Robert Koch używał pożywek zestalanych żelatyną, które udoskonalił za radą żony swego współpracownika, pani Hesse, używając agaru.
Pożywki mikrobiologiczne są również wykorzystywane w procesach biotechnologicznych do otrzymywania biomasy oraz określonych produktów metabolizmu mikroorganizmów. Tak też hodowle na pożywkach stanowią podstawę nieomal każdego zabiegu w bakteriologii i mykologii oraz dziedzinach na nich opartych.

## Właściwości
W skład pożywek wchodzi woda destylowana (nie może zawierać domieszek metali) oraz sole w stężeniu zapewniającym izotoniczność środowiska. pH musi być odpowiednie dla wzrostu, ponieważ bakterie są wrażliwe na jego wahania. Najczęściej stosowaną dziś pożywką jest bulion odżywczy, który składa się z peptonu, wodnego wyciągu mięsnego oraz soli kuchennej, umożliwiającej zachowanie izotoniczności podłoża w stosunku do wnętrza komórek bakteryjnych. Niektórym autotroficznym bakteriom obecność związków organicznych może zaszkodzić. Z tego powodu podłoża przeznaczone do ich hodowli zestala się krzemionką, tworząc dość twardy i elastyczny żel. Po przygotowaniu pożywkę wyjaławia się w wysokiej temperaturze.

## Podział
Podłoża mogą być dzielone na wiele sposobów. Dzieli się je ze względu na stan na stałe (zestalone agarem nazywa się agarem odżywczym, a za pomocą żelatyny żelatyną odżywczą), półpłynne i płynne (zwykły bulion odżywczy). Oprócz tego ze względu na pochodzenie wyróżniamy podłoża naturalne, półsyntetyczne i sztuczne. Naturalne wykonywane są z surowców pochodzenia naturalnego, które mogą zostać poddane jedynie niewielkiej ingerencji. Aktualnie używa się ich bardzo rzadko, wyłącznie w specjalnych celach badawczych. Można je uzyskać z jabłek, mleka, jajek, otrębów (dla grzybów) i innych roślin. Podłoża sztuczne stanowią mieszaninę wybranych związków chemicznych. Oprócz tego istnieją także pożywki półsyntetyczne. Najczęściej jednak podział dotyczy jakości składników.

### Pożywki minimalne
Zawierają one wyłącznie te składniki, które są niezbędne do podtrzymania funkcji życiowych danego mikroba lub badanej funkcji mikroorganizmu.

### Pożywki proste
Na tych pożywkach mogą wzrastać jedynie najmniej wymagające drobnoustroje. Są to bulion i pepton, a w przypadku podłoża stałego agar i żelatyna.
Przykłady: pożywka LB, pożywka YPD.

### Pożywki wzbogacone
Większość chorobotwórczych bakterii wzrasta właśnie na tych pożywkach. Poza standardowymi składnikami, znajduje się tu jeszcze dodatkowy czynnik - krew barania, glukoza, witaminy etc.
Przykłady: agar z krwią, agar Brauna.

### Pożywki wybiórczo-namnażające (selekcyjne)
Są to pożywki, na których rośnie ograniczona ilość bakterii, a wzrost innych jest hamowany. Wykorzystywane są w nich cechy charakterystyczne szukanego szczepu: jeśli na przykład gatunek X rośnie przy wysokim stężeniu jakiejś substancji, których dla innych gatunków jest śmiertelny, można zastosować pożywkę z daną substancją. W większości wypadków nie da się ograniczyć wzrostu tylko do jednego szczepu, można jednak znacznie zawęzić zakres.
Przykłady: bulion z żółcią, pożywka SF, pożywka Müllera i Kauffmanna.

### Pożywki wybiórczo-różnicujące (izolacyjne)
Są to podłoża, na których różnicuje się bakterie ze względu na ich metabolizm. Jeżeli jeden z gatunków wytwarza enzym, którego nie wytwarza inny szczep rosnący na danym podłożu, można je zróżnicować ze względu na obecność (lub brak) katalizowania reakcji przez ten enzym. Jeśli wyników reakcji nie widać gołym okiem, stosowany jest dodatkowo wskaźnik informujący o zajściu przemiany chemicznej. Bardzo często dane podłoże jest równocześnie pożywką wybiórczo-namnażającą. 
Przykłady: pożywka Levine’a, agar SS, pożywka Chapmana, pożywka MacConkeya, pożywka Wilsona-Blaira, pożywka Endo, pożywka Krumwielda, podłoże Kliglera.

### Pożywki specjalne
Stosowane do hodowli szczególnie wymagających szczepów bakterii.
Przykłady: pożywka Löfflera, pożywka Tarroziego-Wrzoska, agar czekoladowy, pożywka Clauberga, pożywka z tioglikolanem sodu, pożywka Levinthala, podłoże Löwensteina-Jensena.